# Rover 400
Rover 400 es una berlina de 4 puertas del segmento C de la firma británica, Rover, fabricado desde 1995 hasta 1999, comparte la tecnología y estética del Honda Civic de la época. Hay cerca de unos 750.000 ejemplares en todo el mundo. El modelo vino para ser sucesor de la primera generación del 400 con éxito y tratar de competir con el Renault Mégane, Peugeot 306, Opel Astra...

## Características
El diseño es muy parecido al del Honda Civic y el Honda Domani pero el interior está plagado de estilo inglés, incorporando recursos al ser una gama más alta. El vehículo en sí pesa entre 1110 y 1330 kg y unas medidas de 4.490 mm (longitud), 1.700 mm (ancho), 1.390 mm (altura) y 2.620 mm (distancia entre ejes). Hay dos versiones de motor, el gasolina con dos derivados: 1.4 (103 CV) y 1.6 (111/113 CV) aunque dependiendo de la versión existe un 2.0 V6 (150 CV). La otra versión es el diesel con tan sólo un derivado: 2.0 (105 CV). El vehículo no tuvo un gran desarrollo disponiendo desde el inicio con la presencia del Airbag de conductor serie y a partir de septiembre de 1996 se incorporaron el Airbag de copiloto, ABS, alarma de serie y llantas de aleación de serie.